# 르노코리아 QM 시리즈
르노코리아 QM 시리즈 (Renault Korea QM Series)는 르노삼성자동차에서 현재 생산 중인 SUV 시리즈이다. QM은 'Quest Motoring'의 앞 글자를 따서 만들었으며, 소형 SUV QM3, 중형 SUV QM5가 있다. 현재 상황으로선 위 두 차종 외에 신차 생산 계획이 없는 것으로 알려졌다. 다만 QM5 후속 차종으로 QM6가 2016년 9월 2일에 출시되어 판매를 개시하였다.

## 목록
- 르노삼성 QM3 (르노 캡쳐)
- 르노삼성 QM5, 르노 QM6 (르노 콜레오스)

### 컨셉트카
- 르노삼성 QMX

## 같이 보기
- 르노코리아 SM 시리즈
- 현대 i 시리즈
- 기아 K 시리즈
- 기아 R 시리즈
- 쌍용 코란도 시리즈